# 青森大学
青森大学（あおもりだいがく、英語: University of Aomori）は、青森県青森市幸畑2-3-1に本部を置く日本の私立大学。1942年創立、1950年大学設置。

## 概要
社会学部、総合経営学部、ソフトウェア情報学部、薬学部の4学部4学科を擁し、約1000人の学生が在籍している。運営母体の学校法人青森山田学園の理念は「誠実、勤勉、純潔、明朗」であったが、現在の基本理念は以下の3点である。
- 青森の豊かな自然と文化の中で人間性と確かな教養を培い、社会に役立つ基礎学力、技術及び専門知識を身に付けさせるための実践的な教育を行う。
- 教員と学生の親密なコミュニケーションを通じて、教員が個々の学生の能力を十分に引き出すための親身な指導を行う。
- 大学の知的財産を活用することにより地域への社会貢献を行うとともに、地域との親密な交流を通じて地域から愛される大学となることを目指す。

2005年度から、出席確認に携帯電話を活用する教育支援システムを導入した。代返防止および教員の出席管理を容易且つ迅速にすることができるとしている。

## 沿革
- 1918年 山田きみ裁縫教授所発足。
- 1931年 各種学校令による青森家政学園となる。
- 1933年 文部省より実業学校令による山田高等家政女学校許可。
- 1948年 財団法人山田学園となる。
- 1951年 学校法人山田学園認可。
- 1962年 学校法人山田学園を学校法人青森山田学園と改称。青森短期大学開学。
- 1968年 青森大学開学。経営学部（経営学科）設置。
- 1969年 青森大学産業研究所開設。
- 1981年 社会学部（社会学科）設置。
- 1992年 工学部（電子情報工学科、情報システム工学科、生物工学科）設置。
- 1997年 経営学部に産業学科を、社会学部に社会福祉学科を増設。
- 1999年 大学院環境科学研究科（環境管理学専攻、環境教育学専攻）開設。
- 2002年 経営学部の産業学科を経営学部産業デザイン学科に、工学部の電子情報工学科を工学部電子システム工学科に改組。
- 2004年 経営学部産業デザイン学科を経営学部ビジネス情報学科に改組。工学部電子システム工学科、情報システム工学科を改組し、ソフトウェア情報学部ソフトウェア情報学科を開設。工学部生物工学科を改組して薬学部医療薬学科（4年制）開設。
- 2006年 薬学部医療薬学科（4年制）を薬学部薬学科（6年制）に改組。
- 2008年 経営学部の産業デザイン学科を廃止。
- 2009年 工学部を廃止。
- 2012年 大学院および、併設の青森短期大学の学生募集停止（2011年4月入学学生が最後の学生となる）。社会学部の社会福祉学科を社会学科（社会学コース・社会福祉学コース）に改組。
- 2013年 大学院および、併設の青森短期大学を廃止。
- 2017年 経営学部を総合経営学部に名称変更。青森新都市病院内に「青森大学 脳と健康科学研究センター」を開設。
- 2019年 東京都江戸川区に「東京キャンパス」を開設。総合経営学部を開設。「青森大学青森ねぶた健康研究所」を開設。

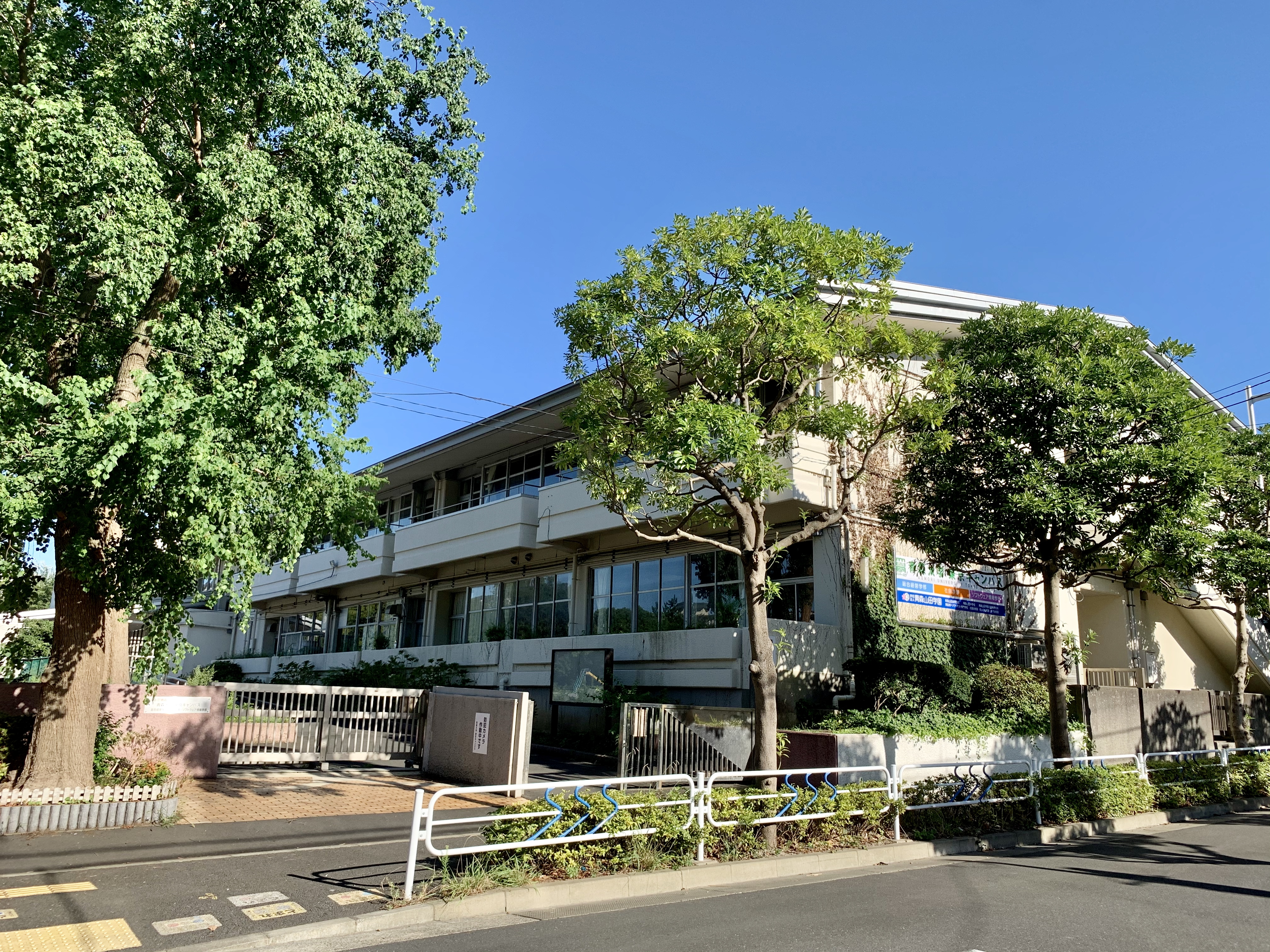
東京キャンパス

- 2020年 東京キャンパスに社会学部、ソフトウェア情報学部を開設。
- 2022年 むつキャンパスを青森県むつ市（下北文化会館）に開設（青森県下北地域では初の4年制大学となる）。むつキャンパスには総合経営学部、社会学部、ソフトウェア情報学部を設置。
- 2024年　- 東京キャンパス内に青森山田高校通信制課程東京校が開校。

## 組織・関連機関

### 学部
- 総合経営学部
  - 経営学科
- 社会学部
  - 社会学科
- ソフトウェア情報学部
  - ソフトウェア情報学科
- 薬学部
  - 薬学科

### 研究科
1999年に設置されたが、学生の減少により、2012年度の学生募集を停止し、在学中の学生が修了する2013年3月に閉鎖。
- 環境科学研究科
  - 環境管理学専攻（修士課程）
  - 環境教育学専攻（修士課程）

### 研究所
- 青森大学附属総合研究所
- 青森大学附属考古学研究所
- 青森大学附属産業研究所
- 青森大学附属雪国環境研究所
- 青森大学附属地域問題研究所
- 青森大学附属学際情報研究所
- 青森大学付属総合研究所（上述の研究所を統括して開設。「青森大学総合研究所」と言われることもある）
- 青森大学脳と健康科学研究センター
- 青森ねぶた健康研究所[6]

## 併設されていた青森短期大学
2013年3月廃止。詳細は「青森短期大学」参照。

## 学生生活

### クラブ・サークル
体育会
- 硬式野球部は北東北大学野球連盟に所属。リーグ最多25回の優勝記録や前連盟記録の9連覇（1992年秋 - 96年秋）も達成[7]、2024年現在も富士大学や八戸学院大学などと共に強豪校として知られている。春の全日本大学野球選手権大会出場回数は10回・ベスト4が2回。また、仙台六大学野球連盟の強豪東北福祉大学や南東北大学野球連盟の東日本国際大学などとの間で東北地区代表決定戦が実施され、青森大学も頻繁に秋の明治神宮野球大会東北地区代表の1枠を競っている。明治神宮野球大会の出場回数は1回。
- 2016年リオデジャネイロオリンピック大会閉会式で行われた2020年東京オリンピック大会のプレゼンテーションショーにおいて、新体操部の部員が中心メンバーとして出演した[8]。

硬式野球部／卓球部／剣道部／弓道部／空手道部／相撲部／陸上競技部／柔道部／水泳部／バスケットボール部／スキー部／ラグビー部／サッカー部／バドミントン部／硬式テニス部／バレーボール部／体操部／新体操部／ボウリング部／基礎スキー部／準硬式野球部／ビリヤード部／アメリカンフットボール部／ゴルフ部／なぎなた部
文化会
現代音楽研究部／トータルミュージックワークス／写真部／フォークソング部／茶道部／将棋部／合唱部／吹奏楽部／障害児教育を考える会・太陽／中国文化研究部／手話研究部／ボランティアサークル・白鳥／ESS／演劇団・健康／メディアクラブ・CUBE／医療社会事業研究会M／ゲーム研究部／漫画研究部／文芸部・幸畑文学／忍者部／侍研究会／南部鉄器同好会

## 校歌
- 作詞 寺山修司
- 作曲 平井康三郎

## 学長
- 金井一頼 2018年4月1日付就任

## 大学関係者と組織

### 大学関係者一覧
- 青森大学の人物一覧

## 中国人留学生除籍処分問題
2011年1月、大量の中国人留学生が除籍されていた事実が報道された。大学は2008〜2010年度（2010年度は2011年1月10日まで）に、除籍した留学生は計140人に上ったと発表。また除籍の事実に関して国への報告義務があるものの、2008年、2009年度は報告を怠っていた。
当時の末永洋一学長は、留学生の入学にあたり、資力を証明する書類が偽造されていたケースが3割程度あったが見抜けず、選抜に甘さがあったと謝罪会見を行った。留学生の約9割は首都圏へ出るなど大学所在地の県の外で働いていたとされる。仙台入国管理局の勧告により、大半が出国した。